# Orushoaivi
Orushoaivi är ett berg i Finland. Det ligger i Utsjoki kommun i landskapet Lappland, i den norra delen av landet, 1 100 km norr om huvudstaden Helsingfors. Toppen på Orushoaivi är 500 meter över havet. Orushoaivi ingår i Paistunturit.
Terrängen runt Orushoaivi är platt åt sydost, men åt nordväst är den kuperad.  Trakten runt Orushoaivi är nära nog obefolkad, med mindre än två invånare per kvadratkilometer. Närmaste större samhälle är Utsjoki by, 13,8 km öster om Orushoaivi. Omgivningarna runt Orushoaivi är i huvudsak ett öppet busklandskap.